# گمینا میرسک
گمینا میرسک (به لهستانی:  Gmina Mirsk) یک گمینا در لهستان است که در شهرستان لوووک شلانسکی واقع شده‌است. گمینا میرسک ۱۸۶٫۵۷ کیلومتر مربع مساحت و ۹٬۰۹۸ نفر جمعیت دارد.